# Friedrich Stellwagen
Friedrich Stellwagen (Halle, battezzato il 7 febbraio 1603 – Lubecca, sepolto il 2 marzo 1660) è stato un organaro tedesco.

## Biografia
Nato ad Halle nel 1603, intorno al 1629 Friedrich Stellwagen fu apprendista presso la bottega dell'organaro Gottfried Fritzsche, del quale sposerà la figlia. Intorno al 1634, a Lubecca, iniziò a lavorare in maniera autonoma. Poco dopo gli vennero commissionati gli organi delle cinque principali chiese della città: Marienkirche, Duomo, Jakobikirche, Petrikirche ed Aegidienkirche.
Nel 1641 ultimò l'organo della Marienkirche. Heinrich Scheidemann, che venne chiamato a inaugurarlo, ne rimase così impressionato da chiedere a Stellwagen il restauro dell'organo della Catharinekirche di Amburgo. Friedrich Stellwagen morì a Lubecca nel febbraio 1660 e fu sepolto il successivo 2 marzo.

## Opere principali
Di seguito, i principali lavori di Friedrich Stellwagen:
| Anno      | Città        | Luogo                         | Foto | Manuali | Registri | Annotazioni                                                |
| --------- | ------------ | ----------------------------- | ---- | ------- | -------- | ---------------------------------------------------------- |
| 1630-1631 | Braunschweig | Martinikirche                 |      | II/P    | 24       | Nuovo.                                                     |
| 1636-1637 | Lubecca      | Jakobikirche (Kleine Orgel)   |      | III/P   | 31       | Ampliato, vedi la pagina di approfondimento.               |
| 1639-1640 | Ahrensburg   | Schlosskirche                 |      | II/P    | 15       | Nuovo.                                                     |
| 1637-1641 | Lubecca      | Marienkirche (Große Orgel)    |      | III/P   | 53       | Ristrutturato, vedi la pagina di approfondimento.          |
| 1637-1641 | Mölln        | Nicolaikirche                 |      |         |          | Restauro e ampliamento.                                    |
| 1642-1643 | Travemünde   | Lorenzkirche                  |      | II/P    | 21       | Nuovo.                                                     |
| 1643-1646 | Lubecca      | Petrikirche (Große Orgel)     |      |         |          | Restauro.                                                  |
| 1644-1647 | Amburgo      | Katharinenkirche              |      |         |          | Restauro.                                                  |
| 1645-1648 | Lubecca      | Aegidienkirche                |      | IV/P    | 42       | Ampliato, vedi la pagina di approfondimento.               |
| 1650      | Salzwedel    | Katharinenkirche              |      | III/P   | 37       | Nuovo.                                                     |
| 1651-1652 | Lüneburg     | Johanniskirche                |      | III/P   |          | Restauro, vedi la pagina di approfondimento.               |
| 1651-1653 | Stralsund    | Johanniskloster               |      |         |          | Nuovo.                                                     |
| 1653-1655 | Lubecca      | Marienkirche (Totentanzorgel) |      |         |          | Ampliamento e restauro, vedi la pagina di approfondimento. |
| 1653-1659 | Stralsund    | Marienkirche                  |      | III/P   | 51       | Nuovo, vedi la pagina di approfondimento.                  |